# John Leland (antiquario)
John Leland (13 settembre 1503 – Londra, 18 aprile 1552) è stato un antiquario e poeta inglese.

## Biografia
Nato intorno al 1503, John Leland si formò in varie scuole di Londra, Cambridge e Oxford prima di diventare il fedele antiquario del sovrano Enrico VIII d'Inghilterra nel 1533 Durante gli anni che seguirono, Leland fece tappa in molte località dell'Inghilterra e del Galles per collezionare antichi manufatti e raccogliere informazioni su molti antichi edifici britannici. I suoi resoconti furono compilati anche nel tomo The Laboryouse Journey and Serche of J. Leylande for Englandes Antiquities, Given of Hym as a Newe Yeares Gyfte to Kinge Henry the VIII del 1549. Nel 1550 venne dichiarato mentalmente instabile, Leland morì pazzo a Londra, nel 1552.